# Puente de Fernando Reig
El puente de Fernando Reig es uno de los puentes que se encuentran en la ciudad de Alcoy, en la comarca de la Hoya de Alcoy (Comunidad Valenciana, España). Encabezaron el proyecto los ingenieros de caminos, canales y puertos José Antonio Fernández Ordóñez y Julio Martínez Calzón, y en el equipo formaron parte también Manuel Burón Maestro, Francisco Millanés Mato, Ángel Ortiz Bonet y Javier Marco Ventura. La estructura la realizó Dragados y Construcciones, S.A., según proyecto y dirección de obra de Ideam S.A. consultora de Pacadar, especializada en hormigones prefabricados y poseedora de la patente Freyssinet para hormigones pretensados.

## Descripción
La construcción del puente se inicia en 1985 y será inaugurado en 1987. Es uno de los puentes urbanos más importantes de la segunda mitad del siglo XX en España y uno de los puentes atirantados más destacados de sus autores. En el momento de su ejecución fue el de mayor luz del mundo con tablero prefabricado. Consta de 246 metros de longitud, una altura de 40 metros y una anchura de 20 metros.
Forma parte de la ronda de Alcoy. Destacan las líneas geométricas, así como los grandes tirantes de ambos lados de la construcción, asimétricos, que envuelve la vista. El conjunto de líneas geométricas contrasta con los parajes naturales que lo rodean.
En agosto de 2016 el puente se cierra por obras de reparación y se reinaugura en abril del 2018. Su cierre dio lugar a numerosos problemas en la fluidez de vehículos en la ciudad. Debido a las obras, puentes como el de María Cristina tuvieron que volverse de doble sentido.